# Kanton Le Kremlin-Bicêtre
Der Kanton Le Kremlin-Bicêtre  ist seit 1967 ein französischer Wahlkreis im Arrondissement L’Haÿ-les-Roses, im Département Val-de-Marne und in der Region Île-de-France; sein Hauptort ist Le Kremlin-Bicêtre.

## Gemeinden
Der Kanton besteht aus zwei Gemeinden mit insgesamt 42.561 Einwohnern (Stand: 1. Januar 2022) auf einer Gesamtfläche von 2,72 km²:
| Gemeinde                  | Einwohner 1. Januar 2022 | Fläche km² | Dichte Einw./km² | Code INSEE | Postleitzahl |
| ------------------------- | ------------------------ | ---------- | ---------------- | ---------- | ------------ |
| Gentilly                  | 18.883                   | 1,18       | 16.003           | 94037      | 94250        |
| Le Kremlin-Bicêtre        | 23.678                   | 1,54       | 15.375           | 94043      | 94270        |
| Kanton Le Kremlin-Bicêtre | 42.561                   | 2,72       | 15.647           | 9412       | –            |